# Губерт Шмундт
Карл Юліус Густав Губерт Шмундт (нім. Karl Julius Gustav Hubert Schmundt; 19 вересня 1888 — 17 жовтня 1984) — німецький військово-морський діяч, адмірал крігсмаріне. Кавалер Лицарського хреста Залізного хреста.

## Біографія
1 квітня 1908 року вступив на флот кадетом. Пройшов підготовку на навчальному кораблі «Шарлотта» і в військово-морському училищі. У 1910-13 роках служив на базі в Циндао (Китай). 22 вересня 1913 переведений в міноносний флот.
Учасник Першої світової війни, офіцер 3-ї флотилії міноносців і командир міноносця V-71 (2 вересня 1917 — 7 січня 1919). Після демобілізації армії залишений на флоті. З 1922 року в штабі командувача ВМС в Північному морі і на Балтиці.
З 13 грудня 1924 року — командир 2-ї напівфлотилії міноносців. З 30 вересня 1927 року — 1-й офіцер Адмірал-штабу в штабі командувача ВМС на Балтиці. 4 червня 1929 року переведений у Військове міністерство і 26 вересня зайняв пост військово-морського ад'ютанта міністра. 17 червня 1932 переведений в розпорядження начальника Морського керівництва, а 28 вересня призначений 1-м офіцером Адмірал-штабу в штабі флоту. З 25 вересня 1934 року — командир легкого крейсера «Нюрнберг». З 14 жовтня 1936 року — начальник військово-морського училища в Мюрвіке. 22 серпня 1939 року Шмундт призначений начальником штабу Командування групи ВМС «Схід».
З 19 вересня 1939 року — командувач ВМС в Данцигській бухті. 13 жовтня 1939 року повернувся на свій колишній пост. З 6 листопада 1939 року — інспектор військово-морських навчальних закладів. У квітні-липні 1940 року тимчасово виконував обов'язки командувача розвідувальними силами, а в квітні 1940 року під час операції «Везерюбунг» командував 3-ю бойовою групою, яка проводила операцію із захоплення порту Берген (Норвегія). До складу групи увійшли легкі крейсери «Кельн» (флагман) і «Кенігсберг», навчальний артилерійський корабель «Бремзе», плавбаза торпедних катерів «Карл Петерс», міноносці «Вольф» і «Леопард», а також група малих бойових кораблів. З 1 серпня 1940 року — командувач крейсерами. 14 жовтня 1941 року відомство Шмундта було перетворено в штаб командувача адмірала в північних водах.
На цій посаді він керував підводними силами:
- в операції «Хід Конем», метою якої було знищення одного з конвоїв PQ і привела до розгрому каравану PQ-17, що стало одним з найтрагічніших подій Другої світової війни на морі. За весь час конвойних операцій жоден з конвоїв не ніс настільки великих втрат в транспортних судах.
- в операції «Країна Чудес» — великомасштабна операція Крігсмаріне, розпочата влітку 1942 року в Карському морі для недопущення проходу конвоїв союзників в Баренцеве море зі сходу, Північним морським шляхом.

31 серпня 1942 року Шмундт очолив Управління озброєнь ОКМ, однак 9 березня 1943 року був призначений начальником військово-морської станції «Остзе», яка 22 червня 1943 року була перетворена у Вище морське командування на Балтиці.
1 березня 1944 року замінений адміралом Оскаром Куммецем і переведений в розпорядження головнокомандувача ВМС, а 31 травня звільнений у відставку.

## Звання
- Морський кадет (1 квітня 1908)
- Фенріх-цур-зее (10 квітня 1909)
- Лейтенант-цур-зее (27 вересня 1911)
- Обер-лейтенант-цур-зее (19 вересня 1914)
- Капітан-лейтенант (28 березня 1918)
- Корветтен-капітан (1 квітня 1927)
- Фрегаттен-капітан (1 жовтня 1932)
- Капітан-цур-зее (1 жовтня 1934)
- Контр-адмірал (1 квітня 1938)
- Віце-адмірал (1 вересня 1940)
- Адмірал (1 квітня 1942)

## Нагороди
- Залізний хрест
  - 2-го класу (6 жовтня 1915)
  - 1-го класу (14 травня 1917)
- Військовий Хрест Фрідріха-Августа (Ольденбург)
  - 2-го класу із застібкою «Перед обличчям ворога» (4 вересня 1916)
  - 1-го класу (24 лютого 1918)
- Німецький імперський спортивний знак
- Почесний хрест ветерана війни з мечами (21 грудня 1934)
- Медаль «За вислугу років у Вермахті» 4-го, 3-го, 2-го і 1-го класу (25 років; 2 жовтня 1936) — отримав 4 нагороди одночасно.
- Орден морських заслуг (Іспанія), великий білий хрест (21 серпня 1939)
- Застібка до Залізного хреста
  - 2-го класу (1 жовтня 1939)
  - 1-го класу (11 квітня 1940)
- Медаль «У пам'ять 1 жовтня 1938» (20 грудня 1939)
- Лицарський хрест Залізного хреста (14 червня 1940)
- Орден Корони Італії, великий офіцерський хрест (11 березня 1941)
- Нагрудний знак флоту (1 жовтня 1941)
- Орден Хреста Свободи 1-го класу з мечами (Фінляндія; 25 березня 1942)